# 南昌飛機製造公司
南昌飛機製造公司（なんしょうひきせいぞうこうし、ナンチャンフェイチージーザオコンス）は中華人民共和国江西省南昌市に位置する航空機製造会社である。中国航空工業第一集団公司に隷属し、軍用、民用航空機、巡航ミサイルなどの生産、研究を行っている。

## 主要製品
- Q-5 - 超音速攻撃機。MiG-19の国産型J-6を元に開発された[2]。
- J-12 - 超音速軽戦闘機。試作機のみ。
- CJ-6 - 訓練機。Yak-18の発展型で、Yak-18Aと似ている。
- JL-8 - 訓練機。
- JL-10 - 訓練機。
- N-5 - 農業機。